# “それ”がいる森
『“それ”がいる森』（それがいるもり）は、2022年9月30日に公開された日本のホラー映画。監督は中田秀夫、主演は相葉雅紀。

## あらすじ
淳一は東京の社長令嬢と結婚し、息子も生まれたが、義父の社長に逆らったことで会社を追われた。妻子を東京に残し、故郷の福島県でミカン農家を始める淳一。3年後、一度も会わなかった息子の一也が突然、淳一の前に現れた。中学受験のために母親によって勉強を強要される日々に嫌気が差して家出してきたという。
どうしても帰らないと言い張る一也を地元の小学校に編入させる淳一。クラスの男子たちに馴染めない中、おおらかな祐志と親しくなる一也。祐志は、裏山の天源森に一人で作った秘密基地に一也を招待した。
森の中で大きな銀色の物体を発見する一也と祐志。スマホは充電切れで写真は撮れず、クラスで話しても誰も信じてくれない。一也と祐志は証明しようと再び天源森に入ったが、謎の怪物に襲われて、祐志が消えてしまった。
生還したが、何も覚えていないと言い張る一也。謎の怪物などと話しても、誰も信じないと心を閉ざしていた。天源森での警察の山狩りに参加した淳一は、無残な死体を発見した。それは、東京から逃げてきた強盗犯たちの切り裂かれた他殺体だった。
自宅の勉強部屋から行方不明になる下級生の少女・麻友。一也は「謎の怪物」を証明しようと一人で天源森に入ったが、道に迷ってしまう。夜になって、スマホのGPSを頼りに一也を探し出す淳一。信じるから話して欲しいと真剣に訴える淳一に、一也は怪物について打ち明けた。
祐志が森で落としたスマホを発見し、ぼやけた怪物の写真を手に入れる淳一。さらに怪物に襲われ、その姿もはっきり目撃したが、警察や大人たちは誰も淳一の話を信じなかった。
パソコンで検索し、60年前にも天源森で似た事件があったことを知る淳一。児玉という当時の目撃者を探し出すと、老人になった彼は誰にも信じてもらえないまま、UFOについて研究した書類を差し出した。怪物の正体は宇宙人で、人間の大人は死体で残すが、子供はさらい、子供を食うと怪物は身体が大きく成長するという。
警察は怪物など信じていないが、子供の被害が多いことから、子供たちを学校に泊まらせて山狩りを始めた。そんな中、怪物たちは小学校に襲い掛かる。さらわれた学友を助けようと怪物を追った一也だが、駆け付けた淳一と共に怪物に食われてしまった。だが、怪物は苦しんで死に、その腹を裂いて生還する淳一と一也。怪物は、淳一のミカンが感染した病気の細菌で致命的なダメージを負っていた。小学校を襲った怪物たちも慌てて引き上げ、UFOは飛び去った。

## キャスト
田中 淳一（たなか じゅんいち）
演 - 相葉雅紀
主人公。農家。
北見 絵里（きたみ えり）
演 - 松本穂香
一也の担任の先生。
赤井 一也（あかい かずや）
演 - 上原剣心（Go!Go!kids / ジャニーズJr.）
淳一の息子。
赤井 爽子（あかい さわこ）
演 - 江口のりこ
淳一の元妻。
綾波 武史（あやなみ たけし）
演 - 眞島秀和
警部。
長尾 良平（ながお りょうへい）
演 - 宇野祥平
淳一の農業仲間。
中村 良一（なかむら りょういち）
演 - 松浦祐也
町の駐在員。
岩村 義男（いわむら よしお）
演 - 酒向芳
町長。
湯川 大輔（ゆかわ だいすけ）
演 - 野間口徹
一也の通う小学校の教頭。序盤は嫌味な性格が目立っていたが終盤で“それ”が学校に侵入してきた際は真っ先に教員に生徒の避難を指示したり、教員・生徒を体育館倉庫に避難させた後は一人で校内に残って逃げ延びた生徒の捜索を試みたり、“それ”に襲われた際も最後まで教員を逃がそうとする他人思いな一面も見せた。
児玉 勉（こだま つとむ）
演 - 小日向文世
“それ”を目撃したと証言する目撃者。
尾花 修司（おばな しゅうじ）
演 - 尾形貴弘
強盗犯。“それ”の第一被害者。
野本 彩子（のもと あやこ）
演 - 中村里帆
強盗犯。“それ”の第一被害者。
麻友の母親
演 - 綾乃彩

田沼（たぬま）
演 - 松嶋亮太
絵里の同僚の教師。
恭子の母親
演 - 吉本菜穂子

雄一郎（ゆういちろう）
演 - 並樹史朗
赤井爽子の父親。
富樫（とがし）
演 - 諏訪太朗
淳一の農業仲間。
丸橋 祐志（まるはし ゆうじ）
演 - 山下徳大
一也のクラスメイト。一也と友達になる。
岩井 翔太（いわい しょうた）
演 - 嶺岸煌桜
一也のクラスメイト。一也をライバル視する。
浩二（こうじ）
演 - 潤浩
一也のクラスメイト。翔太と共に一也をライバル視する。
今井 恭子（いまい きょうこ）、遠山 理子（とおやま りこ）、亜美（あみ）、川瀬 麻友（かわせ まゆ）
演 - 田中悠愛（今井）、赤松えみな（遠山）、桃山こまち（亜美）、宝辺花帆美（川瀬）
一也のクラスメイト。

## スタッフ
- 監督：中田秀夫
- 脚本：ブラジリィー・アン・山田、大石哲也
- 音楽：坂本秀一
- 製作：髙橋敏弘、藤島ジュリーK.、田中祐介、井田寛
- エグゼクティブプロデューサー：吉田繁暁、新垣弘隆
- プロデューサー：秋田周平
- 撮影：今井孝博（J.S.C.）
- 照明：水野研一
- 美術：塚本周作
- 録音：秋元大輔
- 編集：青野直子
- 装飾：松葉明子
- 衣装：加藤哲也
- ヘアメイク：外丸愛
- VFXプロデューサー：浅野秀二
- VFXディレクター：横石淳
- 特殊メイク・造形：中田彰輝
- 音響：大河原将
- 助監督：佐伯竜一
- スクリプター：杉原奈々子
- 製作担当：篠宮隆浩
- プロダクションマネージャー：小松次郎
- ラインプロデューサー：高根澤淳
- プロデューサー補：柳田裕介
- 音楽プロデューサー：高石真美
- 宣伝プロデューサー：廣瀬輝
- 制作プロダクション：松竹撮影所
- 制作協力：松竹映像センター
- 企画・配給：松竹
- 製作：「“それ”がいる森」製作委員会（松竹、ジェイ・ストーム、GYAO、松竹ブロードキャスティング）